# Kings of Kallstadt
Kings of Kallstadt – Mein Dorf, Ketchup und der König von New York ist ein deutscher Dokumentarfilm aus dem Jahr 2014. Er stellt das Dorf Kallstadt in der Pfalz vor, aus dem die Vorfahren von Donald Trump und die Familie Heinz von Heinz Ketchup kommen.
Regisseurin, Produzentin und Autorin ist Simone Wendel. Der Dokumentarfilm ist eine Projekt Gold Produktion in Koproduktion mit Familie Hofmann Film, Perfect Shot Films und dem SWR in Zusammenarbeit mit Arte.

## Handlung
Aus dem pfälzischen Weindorf Kallstadt stammt sowohl der Vater von Henry John Heinz, Gründer der H. J. Heinz Company, als auch die Vorfahren des New Yorker Tycoons Donald Trump (von 2017 bis 2021 und seit 2025 Präsident der Vereinigten Staaten). Simone Wendel, die ebenfalls Kallstadterin ist, geht der Frage nach, ob es Zufall sein kann, dass die beiden Industrie-Magnaten aus dem gleichen kleinen Dorf stammen und was das Besondere an diesem Völkchen sei, das so bedeutende Söhne in die Welt entlassen hat. Dabei stellt sie die heutigen Bewohner des Dorfes vor und begleitet sie in ihrem Alltag. Als sie nach New York zur Steubenparade eingeladen werden, zögern sie trotz anstehender Weinernte nicht, kommen der Einladung nach und reisen nach New York. An der Steubenparade nehmen sie mit Weinprinzessin, einem mit Luftballons gefüllten Saumagen und dem Weingott Bacchus, der – obwohl verboten – echten Wein ausschenkt, teil. Vorneweg läuft John, ein Cousin von Trump, der seine Pfälzer Wurzeln nie verleugnet, nie verloren hat. Außer New York besuchen die reiselustigen Pfälzer auch die Heinz-Werke in Pittsburgh und die Niagarafälle.
Es kommt schließlich zu einem persönlichen Interview mit Donald Trump im Trump Tower. Er zeigt sich stolz auf seine deutschen Wurzeln, da es Tugenden wie Pünktlichkeit, Fleiß und Zuverlässigkeit seien, die seinen Erfolg ausmachen. Donald Trumps Cousin, John Walter, der von den Biographien seiner Vorfahren fasziniert ist, begibt sich ebenfalls auf eine familiäre Spurensuche und besucht das Heimatdorf seiner Vorfahren zusammen mit Simone Wendel.

## Erzählform
Der Film wird komplett aus der Perspektive von Simone Wendel erzählt, die gleichzeitig auch Sprecherin ist. Die Inhalte des Films beruhen allesamt auf „Dorfgemunkel“ – also „Hörensagen“, das hauptsächlich dialogisch in Form von Interviews vorgestellt wird.

## Kino
Der Film kam am 25. September 2014 in die deutschen Kinos. Die Kinoauswertung Deutschland ergab 12.000 Besucher.

## Fernsehausstrahlung
In Deutschland wurde Kings of Kallstadt am 12. Februar 2016 auf Arte Deutschland ausgestrahlt, sowie am 18. Januar 2018 im SWR Fernsehen. Außerdem wurde der Dokumentarfilm in Österreich, der Schweiz, Frankreich, Taiwan und Norwegen gezeigt. In den USA ist Kings of Kallstadt auf VOD, Netflix, iTunes und Amazon erhältlich.

## Auszeichnungen
Kings of Kallstadt wurde 2016 auf dem Traverse City Film Festival mit dem Roger Ebert Prize ausgezeichnet.

## Förderer und Unterstützer
Auf dem Sedona Film Festival in Arizona lernten sich Simone Wendel und die Oscargewinnerin sowie Produzentin Kathleen Glynn kennen. Aus diesem Kennenlernen entstand eine Zusammenarbeit. Kathleen Glynn ist Consulting Producer von Kings of Kallstadt.
Kings of Kallstadt wurde von MFG Baden-Württemberg, der Stiftung Rheinland Pfalz für Kultur sowie dem Bezirksverband Pfalz gefördert.